# KAI LCH
KAI LCH(영어: Light Civil Helicopter, 소형민수헬기)는 한국항공우주산업과 에어버스 헬리콥터가 공동개발한 H155B1 기반의 4.9톤급 헬리콥터이다.

## 역사
2015년 6월 25일, LCH와 LAH 개발을 위해 방위사업청과 산업통상자원부는 KAI와 계약을 체결했다. 에어버스 헬리콥터가 국제공동개발업체로 참여하며 총 개발비용은 1조 6천억원이다.
2017년 1월 23일, KAI는 LCH 시제기 생산을 시작했으며 2018년 7월 24일, 프랑스에서 제작된 시제기 1호기가 프랑스 마리냥에서 초도비행을 했고, 한국에서 제작된 시제기 2호기가 2019년 12월 5일 사천시의 KAI 본사에서 비행했다.
2022년 12월 1일, LCH 양산 1호기가 제주도에서 닥터헬기로 운항을 시작했다.

## 제원
- 탑승인원: 15명
- 길이: 12.7 m
- 높이: 4.4 m
- 폭: 3.5 m
- 최고속도: 143 노트
- 최대이륙중량: 10,486 파운드
- 엔진: 터보샤프트 쌍발엔진 (ARRIEL 2L2)
- 엔진추력: 943 마력 ×2